# John Boehner
John Andrew Boehner, né le 17 novembre 1949 à Reading (Ohio), est un homme politique américain. Membre du Parti républicain, il est élu à la Chambre des représentants du Congrès des États-Unis de 1991 à 2015, où il représente le 8e district de l'Ohio.
Chef de la majorité républicaine durant le 109e Congrès du 2 février 2006 au 1er janvier 2007, puis chef de la minorité républicaine à la Chambre des représentants de janvier 2007 à janvier 2011, il est élu président de la Chambre des représentants des États-Unis le 5 janvier 2011, succédant ainsi à la démocrate Nancy Pelosi. Deuxième, après le vice-président des États-Unis, dans l'ordre de succession présidentielle américain, il est réélu à ce poste en 2013 et en 2015 mais il démissionne cette même année, contesté par l'aile droite du Parti républicain. Paul Ryan lui succède à la présidence de la Chambre quelques semaines après l'annonce de son retrait.

## Biographie

### Jeunesse
John Boehner est né à Reading dans l'Ohio dans une famille de religion catholique.
Il commence son service militaire dans la Navy durant la guerre du Viêt Nam, mais est réformé au bout de 8 semaines d'entrainement intensif à cause de problèmes dorsaux.
Il est diplômé en commerce en 1977 de l'université Xavier, université catholique de Cincinnati et entame une carrière d'entrepreneur.
Il est marié et est père de deux filles.

### Carrière politique

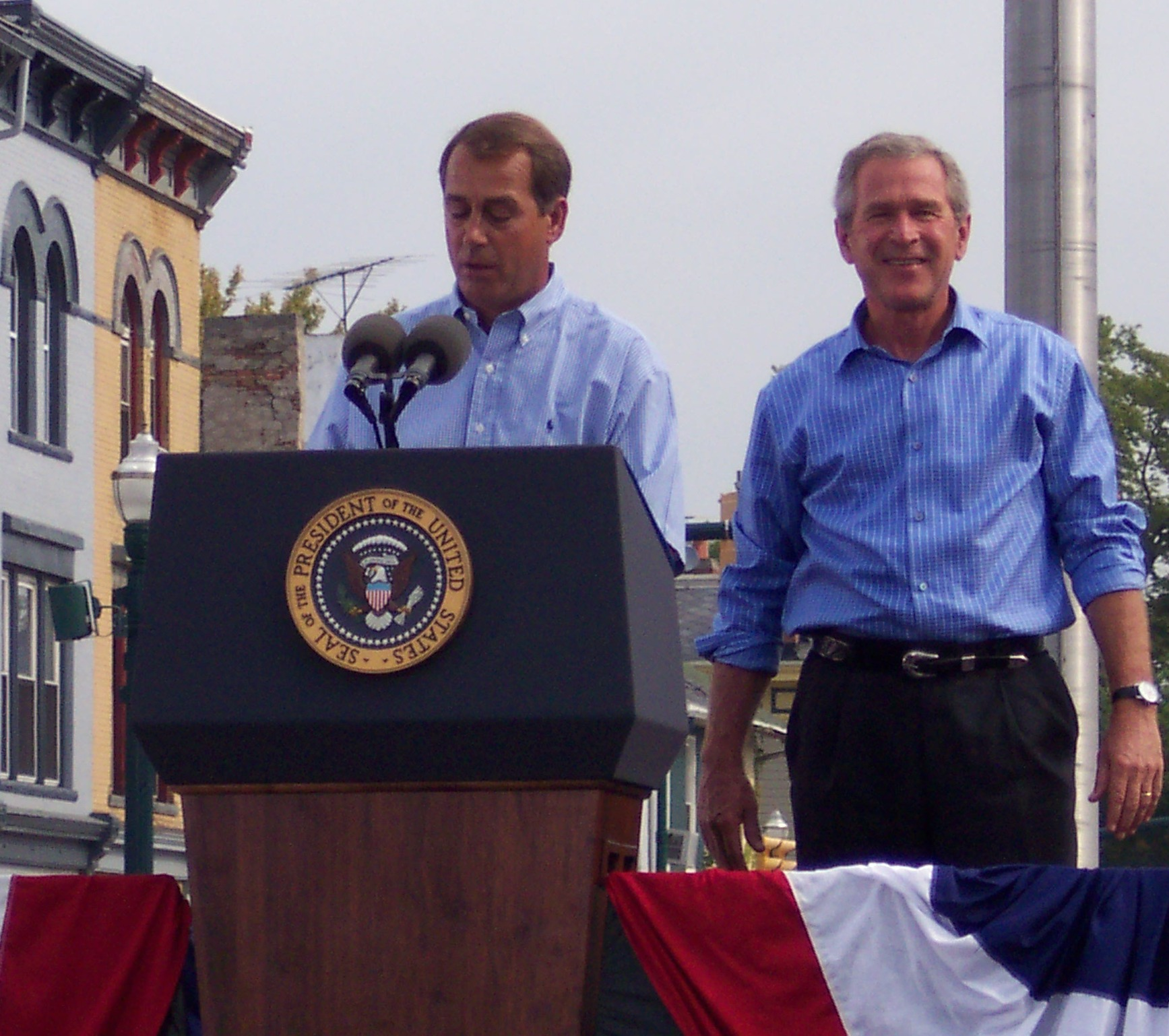
John Boehner et le président George W. Bush lors de la campagne présidentielle de 2004.

De 1985 à 1990, John Boehner est membre de la Chambre des représentants de l'Ohio.
En 1990, il se présente aux primaires républicaines pour les élections au Congrès américain  contre le représentant sortant, Donald "Buz" Lukens (en), impliqué dans un scandale sexuel. Boehner s'impose, puis est élu à la Chambre des représentants, la chambre basse du Congrès, pour la 102e législature. Il est ensuite constamment réélu.
De 1995 à 1999, il préside la conférence républicaine de la Chambre et la Commission sur l'éducation de 2001 à 2006.
En février 2006, il succède à Tom DeLay à la tête de la majorité républicaine à la Chambre.
John Boehner est connu pour son implication dans le programme électoral républicain de 1994, pour son rôle dans la réforme de 1996 concernant l'agriculture et pour l'adoption de la loi « No Child Left Behind (en) ». Il a aussi été impliqué dans la tentative avortée en 1998 de remplacer le speaker (président) de la Chambre, Newt Gingrich, par Bill Paxon.
En tant que leader de la majorité républicaine, il tenta d'assainir l'image du Congrès et des Républicains, dégradés par des scandales sexuels ou de corruption liés notamment au lobbyiste Jack Abramoff (en).
Candidat du monde des affaires, ses convictions sociales conservatrices sont néanmoins remises en question par la droite du parti et par les fondamentalistes chrétiens.
John Boehner est réélu en novembre 2006 aux États-Unis face à Mort Meier, vétéran de l'US Air Force. Réélu en 2008 et 2010, il devient speaker (président) de la Chambre des représentants des États-Unis le 5 janvier 2011.
Il s'oppose aux mesures visant à freiner le réchauffement climatique, estimant qu'elles nuiraient à l’économie. 
Le 25 septembre 2015, il annonce qu'il démissionnera de ses fonctions et quittera la chambre basse du Congrès en octobre 2015. Son départ est dû à la pression de l'aile droite du Parti républicain, qui veut couper les financements fédéraux de l'organisme de planification familiale Planned Parenthood.